# Babacar Diop
Babacar Diop (ur. 17 września 1995 w Ksar) – mauretański piłkarz grający na pozycji bramkarza. Od 2021 jest zawodnikiem klubu FC Nouadhibou.

## Kariera klubowa
W latach 2016–2018 Diop grał w klubie ACS Ksar. W latach 2018–2021 występował w ASC Police, a w 2021 przeszedł do FC Nouadhibou.

## Kariera reprezentacyjna
W reprezentacji Mauretanii Diop zadebiutował 26 marca 2019 w przegranym 1:3 towarzyskim meczu z Ghaną, rozegranym w Akrze. W 2019 roku był w kadrze Mauretanii na Puchar Narodów Afryki 2019, jednak nie rozegrał na nim żadnego meczu. W 2022 został powołany do kadry na Puchar Narodów Afryki 2021. Na tym turnieju rozegrał trzy mecze grupowe: z Gambią (0:1), z Tunezją (0:4) i z Mali (0:1).